# Sturm, Ruger & Co.
Sturm, Ruger & Company, Incorporated — американская компания-производитель огнестрельного оружия, расположенная в городе Саутпорт (штат Коннектикут). Более известна по сокращённому названию Ругер. Среди продукции фирмы винтовки со скользящим затвором, самозарядные, автоматические и однозарядные; дробовики, самозарядные пистолеты, а также револьверы одинарного и двойного действия.
Ругер — четвёртый из крупнейших производителей оружия США (уступает компаниям Remington Arms, O.F. Mossberg & Sons, Smith & Wesson и опережает Savage Arms.

## История

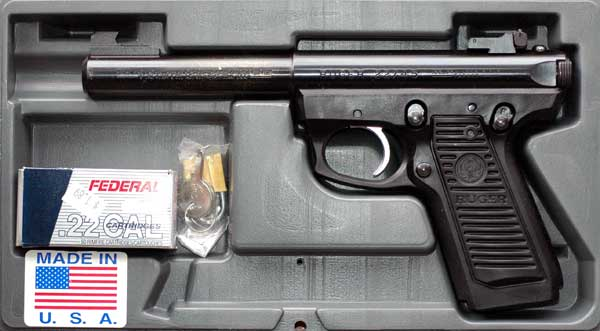
Пистолет MK II 22/45.

Фирма была основана Уильямом Б. Ругером и Александром МакКормиком Штурмом в 1949. Первоначально она представляла собой небольшую арендованную мастерскую. Толчком к созданию фирмы стало успешное копирование У.Ругером, японского пистолета Намбу Тип 14, который ему удалось заполучить у вернувшегося с войны морского пехотинца. Первый самозарядный пистолет 22-го калибра, разработанный на фирме (Ruger Standard) визуально был схож с немецким «Парабеллумом» и американским Colt Woodsman; его коммерческий успех и стал поводом для организации фирмы.
Фирма Ругер лидирует на американском рынке винтовок под малокалиберный патрон кольцевого воспламенения .22 Long Rifle,  в первую очередь, благодаря большим объёмам продаж самозарядной винтовки Ruger 10/22. Популярность этой модели обуславливается не только относительно невысокой ценой в сочетании с качеством, но и широким ассортиментом и доступностью аксессуаров, позволяющих собрать винтовку из доработанных сторонними фирмами деталей.
Среди американских пистолетов этого калибра широко распространены другие изделия фирмы — Ruger MK II и Ruger MK III. Как и для винтовки 10/22, к этому пистолету MkII также существует большое количество аксессуаров.
У фирмы также имеется литейное производство в городах Ньюпорт (штат Нью-Гэмпшир) и Прескотт, (Аризона), где производятся отливки деталей, в т.ч. из титана. В частности, подразделение Ruger Golf выпускает металлические части  клюшек для гольфа различных марок.
Акции фирмы были впервые выставлены на торги в 1969, с 1990 котируются на Нью-Йоркской бирже (NYSE:RGR). После смерти Алекса Штурма, случившейся в 1951, Уильям Ругер руководил компанией до конца своей жизни (2002).
С 1949 по 2004 фирмой произведено 20 миллионов единиц стрелкового оружия для охоты, стрелкового спорта, самообороны, коллекционирования и полиции.

## Продукция фирмы
Основные категории продукции — винтовки, охотничьи ружья, самозарядные пистолеты и револьверы.

### Винтовки
- Ruger No. 1
- Ruger M77
- Ruger Mini-14
- Ruger Mini Thirty
- Ruger Mini-6.
- Ruger Police Carbine

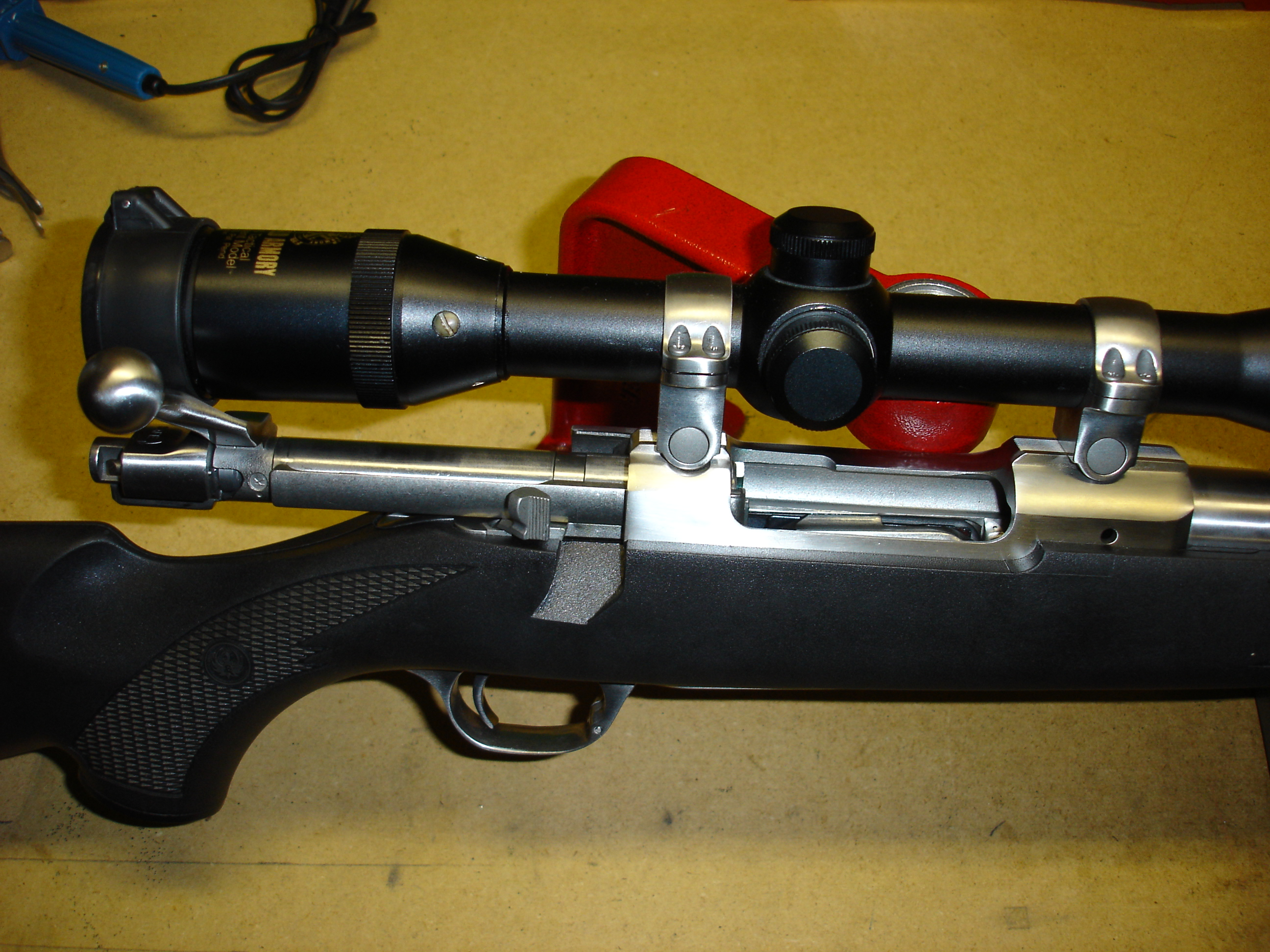
Винтовка Ruger M77 Mark II Stainless Bolt Action калибра .204

- Ruger Deerfield Autoloader (снята с производства)[4]
- Ruger 96 (.22 caliber model 96/22 (снята с производства)
- Ruger 10/17(снята с производства)
- Ruger 10/22
- Ruger 77/22
- Ruger SR-556(снята с производства)
- Ruger American Rifle

### Пистолеты-пулемёты
- Ruger MP9

### Самозарядные пистолеты
- P85 (снят с производства)
- P89 (снят с производства)
- P90 (снят с производства)
- P91 (снят с производства)
- P93 (снят с производства)
- P94 (снят с производства)
- P944 (снят с производства)
- P95 (снят с производства)
- P97 (снят с производства)
- P345 (снят с производства)
- SR9
- SR9c
- SR40
- SR40c
- SR45
- SR22
- LCP
- Ruger Standard (MK I) (снят с производства)
- Ruger MK II (снят с производства)
- Ruger MK III (снят с производства)
- Ruger MK IV
- LC9
- SR1911
- Ruger American Pistol
- Ruger Security-9
- Ruger-5.7

### Револьверы

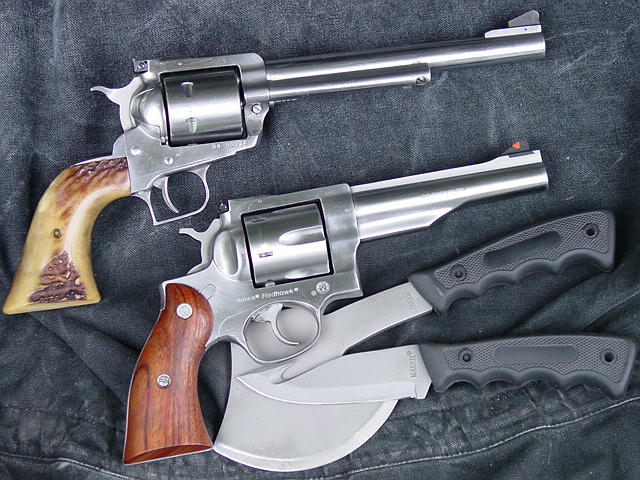
Stainless New Model Super Blackhawk and Redhawk

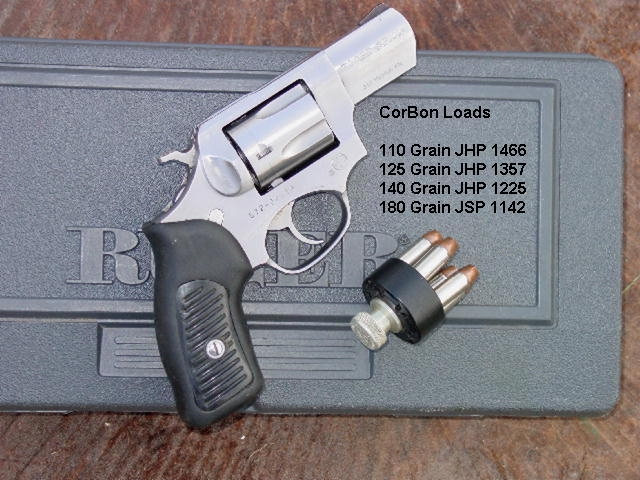
SP101 with Corbon Load Data

- Vaquero
- Single Six
- Bearcat
- Blackhawk
- Bisley
- GP-100
- SP-101
- LCR
- Redhawk
- Super Redhawk
- Security Six (снят с производства)
- Service Six (снят с производства)
- Speed Six (снят с производства)
- Old Army (снят с производства)

### Охотничьи ружья
- Red Label
- Gold Label

## Содействие национальной стрелковой команде
Фирма «Sturm, Ruger & Co.» на протяжении многих лет содействует национальной стрелковой команде США, как спонсируя её материально, выпуская эксклюзивные модели оружия, распространяемые через компанию TALO Distributors, Inc.

## Награды
Среди наград фирмы — призы:
- Производитель года: 1992, 1993
- Охотничье ружьё года: 1993 «Ruger Vaquero», 1997 «Ruger Bisley-Vaquero», 2001 «Ruger Super Redhawk»
- Винтовка года: 1999 «Ruger .22 Magnum 10-22», 2002 «Ruger 77/17RM .17 HMR Rimfire»,
- Охотничье ружьё года: 1992 Ruger Red Label Sporting Clays, 2002 Ruger Gold Label Side-By-Side[6]